# Tony Gallopin
Tony Gallopin, född 24 maj 1988, är en fransk professionell cyklist. Sedan säsongen 2014 tävlar han för UCI Pro Tour-laget Lotto-Belisol.
Under hösten 2013 segrade Gallopin i World Tour-loppet Clásica de San Sebastián efter en sen soloattack.
Under etapp 9 av 2014 års Tour de France erövrade Gallopin den gula ledartröjan från italienaren Vincenzo Nibali men kunde inte behålla den efter etapp 10, då italienaren återtog ledningen. Under etapp 11 gjorde Tony en sen soloattack och lyckades precis hålla undan för den jagande klungan för att vinna sin första etapp i en grand tour.

## Meriter (urval)
Källa 
2010
1:a, etapp 2 Tour du Limousin
1:a, etapp 3 Tour de Luxembourg
2011
1:a, totalt Flèche d'Emeraude
3:a, totalt Tour de Luxembourg
4:a, totalt Tour du Limousin
1:a, etapp 2
2012
3:a, totalt Tour of Oman
1:a,  Ungdomstävlingen
6:a, totalt Bayern-Rundfahrt
1:a,  Ungdomstävlingen
2013
1:a, Clásica de San Sebastián
3:a, Nationsmästerskapens linjelopp
2014
Tour de France
1:a etapp 11
Bar  den gula ledartröjan etapp 10